# Cold Hard Truth
Albums de George Jones
16 Biggest Hits
(1998) Live With the Possum
(1999)
Cold Hard Truth est un album de l'artiste américain de musique country George Jones. Cet album est sorti le 22 juin 1999 sur le label Asylum Records. C'est le premier album de Jones sur ce label. L'album a atteint la 5e position des charts Country Album du Billboard et la 53e position des charts du Billboard 200. L'album a été certifié Disque d'or en 2000. Un vidéoclip a également été réalisé pour la chanson Choices. Jones a gagné un Grammy Award du meilleur chanteur country pour cette même chanson. La chanson You Never Know Just How Good You've Got It a été enregistrée à l'origine par Tracy Byrd en 1994 sur son album No Ordinary Man.

## Liste des pistes
| No  | Titre                                      | Auteur                                     | Durée |
| --- | ------------------------------------------ | ------------------------------------------ | ----- |
| 1.  | Choices                                    | Billy Yates, Mike Curtis                   | 3:26  |
| 2.  | The Cold Hard Truth                        | Jamie O'Hara                               | 4:08  |
| 3.  | Sinners & Saints                           | J.B. Rudd, Vip Vipperman, Darryl Worley    | 2:29  |
| 4.  | Day After Forever                          | Max D. Barnes                              | 3:54  |
| 5.  | Ain't Love a Lot Like That                 | Mark Collie, Dean Miller                   | 2:20  |
| 6.  | Our Bed of Roses                           | Keith Stegall, Zack Turner                 | 4:12  |
| 7.  | Real Deal                                  | Jim Dowell, Keith Gattis                   | 3:25  |
| 8.  | This Wanting You                           | T. Graham Brown, Bruce Bouton, Bruce Burch | 3:09  |
| 9.  | You Never Know Just How Good You've Got It | Mark Nesler                                | 3:29  |
| 10. | When the Last Curtain Falls                | Emory Gordy, Jr., Jim Rushing              | 3:37  |

## Positions dans les charts

### Album
| Chart (1999)                      | Positions |
| --------------------------------- | --------- |
| U.S. Billboard Top Country Albums | 5         |
| U.S. Billboard 200                | 53        |
| Canadian RPM Country Albums       | 8         |

### Singles
| Année | Single              | Positions  | Positions   |
| Année | Single              | US Country | CAN Country |
| ----- | ------------------- | ---------- | ----------- |
| 1999  | Choices             | 30         | 30          |
| 1999  | The Cold Hard Truth | 45         | —           |
| 2000  | Sinners and Saints  | 55         | —           |